# Tipula hubeiana
Tipula hubeiana är en tvåvingeart som beskrevs av Yang 1992. Tipula hubeiana ingår i släktet Tipula och familjen storharkrankar. Inga underarter finns listade i Catalogue of Life.